# Tōkamachi

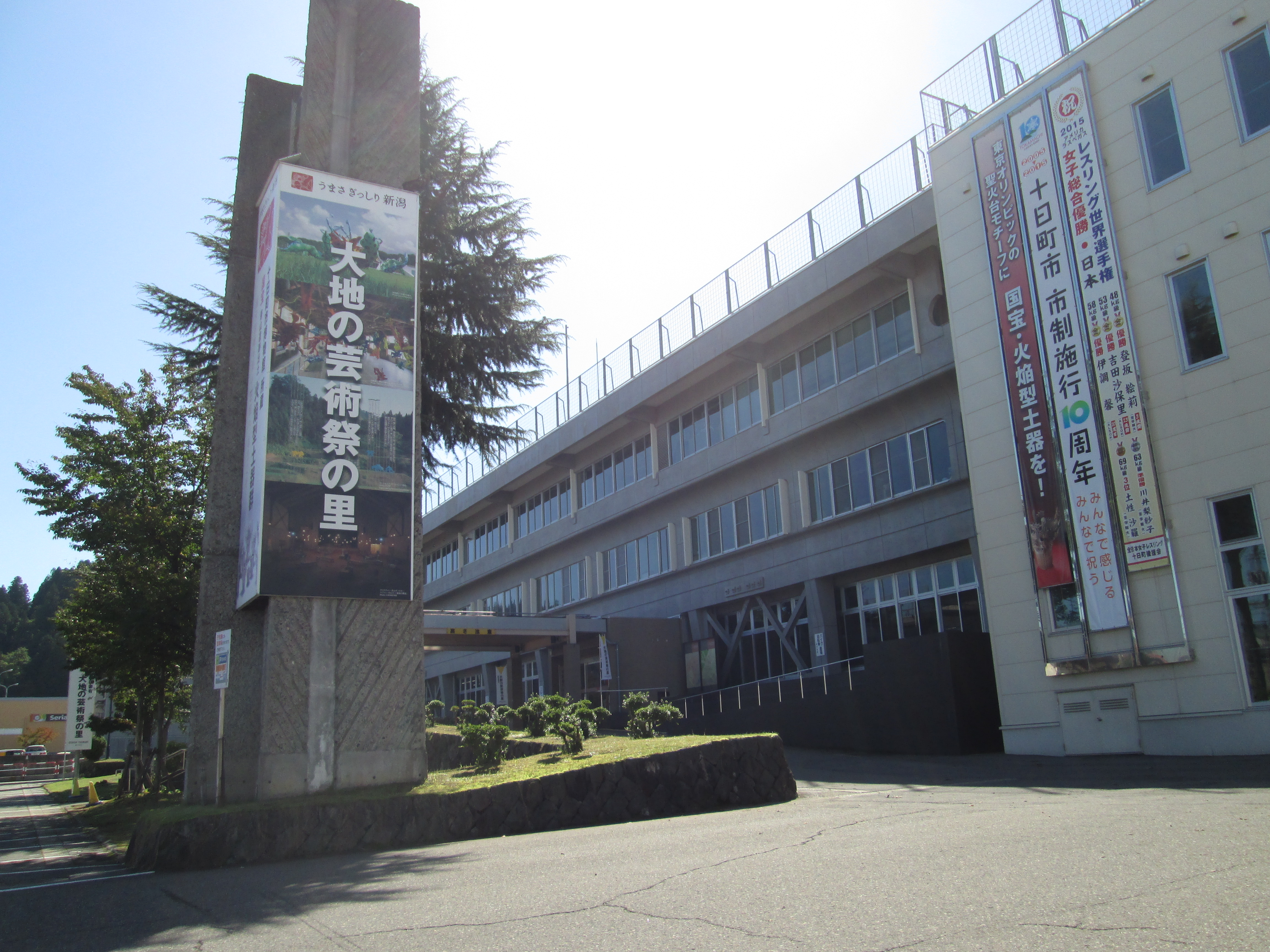
Ayuntamiento de Tōkamachi.

Tōkamachi o Tokamachi (十日町市, Tōkamachi-shi) es una ciudad localizada en la prefectura de Niigata, Japón. A noviembre de 2018, la ciudad tenía una población estimada de 54515 habitantes en 19823 hogares, un área total de 590.39 km² y una densidad de población de 91.6 personas por km². Está situada a 200km de Tokio.
Tōkamachi deriva su nombre del hecho de que se celebraba allí un mercado cada décimo día de cada mes. De manera similar, la cercana ciudad de Muikamachi tenía su propio mercado local los días que terminabann en seis cada mes.

## Geografía
Tōkamachi está ubicada en una región interior, en el suroeste de la prefectura de Niigata, cerca de la frontera con la prefectura de Nagano. Parte de la ciudad se encuentran dentro de los límites del parque nacional Jōshin'etsu-kōgen.

### Municipios circundantes
- Prefectura de Niigata
  - Jōetsu
  - Kashiwazaki
  - Minamiuonuma
  - Nagaoka
  - Ojiya
  - Tsunan
  - Uonuma
  - Yuzawa

- Prefectura de Nagano
  - Sakae

### Clima
Tōkamachi tiene un clima subtropical húmedo caracterizado por veranos cálidos y húmedos e inviernos fríos con fuertes nevadas. La temperatura media anual es de 12,5 °C y el promedio anual de precipitaciones es de 2077 mm, siendo septiembre el mes más húmedo. Las temperaturas son más altas, en promedio, en agosto, con alrededor de 25,6 °C. y más bajas en enero, alrededor de 0,4 °C.

## Demografía
Según datos censales japoneses, la población de Tōkamachi ha disminuido constantemente durante los últimos 40 años.
| Año censal | Población |
| ---------- | --------- |
| 1970       | 85.365    |
| 1980       | 78.791    |
| 1990       | 70.938    |
| 2000       | 65.033    |
| 2010       | 58.911    |

## Historia
El área de la actual Tōkamachi formaba parte de la antigua provincia de Echigo, y era parte de los territorios tenryō mantenidos directamente por el entonces Shogunato Tokugawa. Después de la restauración Meiji, fue la capital del recién formado distrito de Nakauonuma de la prefectura de Niigata, y fue proclamada pueblo el 1 de abril de 1889 con la creación del moderno sistema de municipios. 
Fue elevada al estatus de villa el 24 de septiembre de 1897 y finalmente obtuvo el estatus de ciudad el 31 de marzo de 1954, al fusionarse con los pueblos vecinos de Nakajō, Kawaji y Rokka. El pueblo de Yoshida (del distrito de Nakauonuma) se anexó el 1 de diciembre de 1954, seguida de Shimojō (del distrito de Nakauonuma) el 1 de febrero de 1955. El 1 de abril de 1962, Tōkamachi absorbió Mizusawa (del distrito de Nakauonuma) . El terremoto de Chuetsū de 2004 del 23 de octubre causó daños menores a la ciudad. El 1 de abril de 2005, Tōkamachi absorbió las localidades de Matsudai y Matsunoyama (ambas del distrito de Higashikubiki); Kawanishi y Nakasato (ambas del distrito de Nakauonuma) para crear la nueva y ampliada ciudad de Tōkamachi.